# Paola Doimi de Lupis Frankopan Šubic Zrinski
Paola Doimi de Lupis Frankopan Šubic Zrinski (nascida Paola Doimi de Lupis de Frankopan Šubic Zrinski); 7 de agosto de 1969) é a esposa de Nicholas Windsor, filho de Eduardo, Duque de Kent e Catarina, Duquesa de Kent.

## Início da vida
Paola nasceu em Londres, filha de Louis, Príncipe de Frankopa e de Doimi de Lupis, nascida em em 1939, membro da nobreza croata e italiana. Sua mãe, Ingrid Detter nascida em 1939, é professora emérita na Universidade de Estocolmo, filha de Nils Andreas Detter e Thyra Caroline Hellberg.  
Ela tem uma irmã, Christina, e três irmãos, Peter, Nicholas, e Lawrence.

## Casamento e família
Ela conheceu seu futuro marido, Nicholas Windsor, em uma festa em Nova Iorque em 1999 e seu noivado foi anunciado em 26 de setembro de 2006. Eles se casaram em 4 de novembro de 2006 na Igreja de Santo Stefano degli Abissini, no Vaticano.
O casal teve seu primeiro filho Albert Louis Filipe Eduardo, nascido em 22 de setembro de 2007 em Londres. 
Paola deu à luz seu segundo filho, Leopold Ernesto Augusto Guelph, em 8 de setembro de 2009, no Hospital Chelsea e Westminster.
No final de abril de 2014, foi anunciado que o casal estava esperando seu terceiro filho, tornando Paola a mais antiga mãe real com 45 anos. Um terceiro filho, Louis Arthur Nicholas Felix Windsor nascido em 27 de maio de 2014.

## Títulos
- 7 de agosto de 1969 -19 de outubro de 2006: Princesa Paola Doimi de Lupis Frankopan Šubic Zrinski
- 19 de outubro de 2006 - presente: Lady Nicholas Windsor